# Equitan

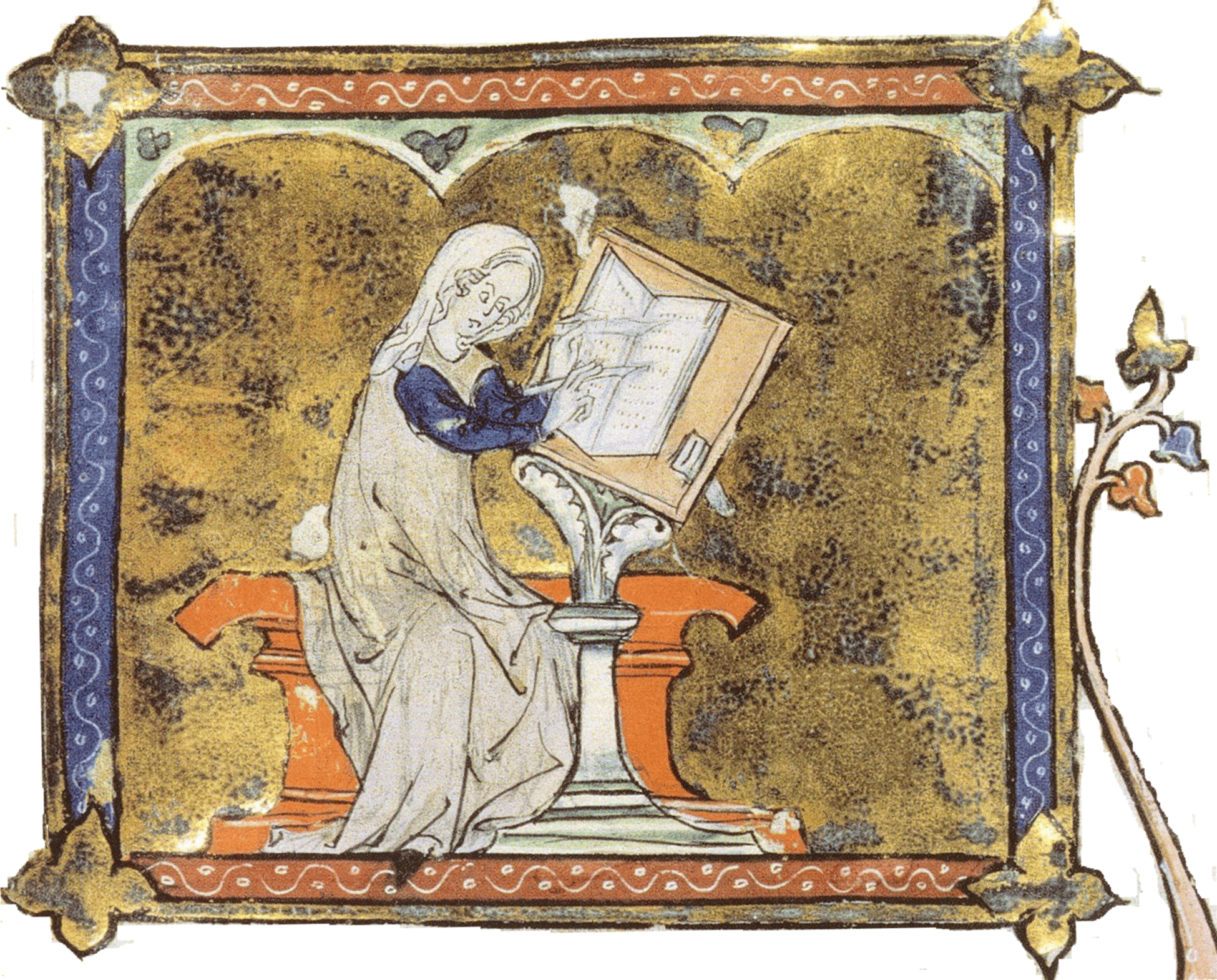
Enluminure représentant Marie de France, Paris, BnF, Bibliothèque de l'Arsenal, Ms. 3142, 256.

Equitan est un lai breton écrit par Marie de France dans le cours du XIIe siècle. C'est le deuxième du recueil des Lais de Marie de France. Il est composé de 310 octosyllabes, ce qui en fait un lai intermédiaire dans le recueil, ne se classant ni parmi les plus courts, ni parmi les plus longs.
C'est un des tout premiers écrits par Marie de France, et probablement le premier.

## Résumé
Equitan est roi des « Nauns ». Il tombe amoureux de la femme de son sénéchal, qui rapidement devient sa maîtresse ; cet adultère est synonyme de félonie du roi envers son sénéchal, décrit comme bon et loyal. Equitan n'ayant pas d'enfant pour prolonger sa lignée, ses vassaux l'encouragent à se marier ; les amants planifient la mort du sénéchal, en lui préparant un bain d'eau bouillante où ils devaient l'inviter. Le sénéchal entre au moment de la préparation et comprend l'adultère : le roi, surpris, se jette dans l'eau en oubliant qu'elle est bouillante, et le sénéchal y jette ensuite sa femme.

## «Equitan, Sire de Nauns»
Les noms propres « Equitan » et « Nauns » ont amené à des suppositions très diverses de la part de la critique.
Philippe Walter propose deux étymologies d'Equitan : de equites, issu du terme eques latin signifiant « cavalier », ce qui s'appuie sur la caractérisation de curteis qui « maintint chevalerie » dans les premiers vers du lai (v. 11 et 16) ; du latin aequitas, signifiant « équité, justice », puisqu'au vers 12 le roi est qualifié de « jostis », que Walter traduit par « juge souverain ». Bernard Sergent note néanmoins qu'au vu de son histoire, ces étymologies ne pourraient fonctionner que par antiphrase.
Le terme de « Nauns » a également porté à débat. La plupart des traducteurs traduisent par « de Nantes » ou « des Nantais ». Cependant, une variante du manuscrit S (BnF (Mss.), Français 1104), donnant « Aquitan, Sire des Nains » a incité Maurice Delbouille à voir en lui un seigneur des nains (Aquitan est en effet le nom d'un chevalier nain dans Tristan et Iseut). Bernard Sergent rejette cependant cette idée, puisqu'il n'est fait aucune autre mention de ce caractère de nain dans le reste du lai.

## Analyse
Equitan n'est pas un lai merveilleux mais un lai où le fait raconté est purement humain, comme Milun et Le Fresne.
Comme les autres lais de Marie de France, l'histoire est située dans un passé lointain, marqué par l'adverbe « jadis » du vers 11. Cette apparente antiquité permet ici, selon Ernest Hoepffner, de justifier l'apparente invraisemblance du récit.

## Réception
Ce lai est le moins considéré par la critique. Jeanne Wathelet-Willem affirme ainsi qu'il « frise le mauvais goût, mais aussi l'invraisemblable ... Comment le sénéchal n'aurait-il pas remarqué que l'eau était bouillante ? Comment, d'autre part, le bain était-il encore suffisamment chaud pour tuer le roi, puisqu'un certain temps s'est écoulé depuis le moment où on l'a apporté ».